# Pakistans Folkeparti
Pakistan Peoples Party (PPP), (urdu: پاکستان پیپلز پارٹی; Pakistans Folkeparti) er et venstreorienteret, socialistisk parti i Pakistan, tilknyttet den internationale socialistiske og socialdemokratiske bevægelse Socialistisk Internationale.
Partiet blev stiftet 30. november 1967 af Zulfikar Ali Bhutto, der også var partiets formand indtil sin død i 1979. Derefter overtog hans kone Nusrat Bhutto formandsposten indtil deres datter Benazir Bhutto i 1984 blev partiets leder. Benazir Bhutto var formand indtil hun døde efter et attentat i december 2007 under valgkampen op til til Parlamentsvalget i 2008. Partiets ledelse blev efter Benazir Bhutto død delt mellem hendes mand Asif Ali Zardari og deres søn Bilawal Bhutto Zardari.

## Partiets historie
Pakistan Peoples Party var det første politiske parti, som efter et demokratisk valg dannede en demokratisk regering i Pakistan i 1973 med Zulfikar Ali Bhutto som premierminister. Personlige, politiske og religiøse modsætningsforhold har imidlertid gennem hele Pakistans historie, og militærregeringer har i flere situationer afsat regeringer og regerignsledere samt spillet en afgørende indflydelse i landets politiske forhold.
Zulfikar Ali Bhutto blev afsat af et militærstyre under general Muhammad Zia-ul-Haq i 1977 og senere henrettet (i 1979) efter en ensidig retssag. Efter Zia-ul-Haqs død i 1988 blev Bhutto rehabiliteret og Pakistan Peoples Party vandt parlamentsvalget og Benazir Bhutto blev Pakistans første kvindelige premierminister. Det lykkedes hende ikke at bekæmpe landets omfattende fattigdom, korruption og kriminalitet, og de personlige, etniske og politiske modsætninger mellem Benazir Bhutto og hendes politiske modstandere blev skærpet.
Efter påstande om magtmisbrug og korruption blev Benazir Bhutto tvunget til at gå af som premierminister i august 1990. Efter en periode i opposition vandt PPP parlamentsvalget i oktober 1993 og Benazir Bhutto dannede atter en PPP-regering. Denne regering blev afsat i november 1996 efter nye anklager om korruption og dårlig økonomisk ledelse.
Benazir Bhutto sad derefter i selvvalgt eksil fra 1999 på grund af korruptionsanklagerne og som følge af anklagerne var PPP samtidig uden for politisk indflydelse indtil Benazir Bhutto vendte tilbage til Pakistan den 18. oktober 2007. Inden hun vendte hjem, havde hun indgået en aftale med militærregeringens leder general Pervez Musharraf, som garanterede hende amnesti samtidig med at alle korruptionsanklager var trukket tilbage.

## Valg februar 2008
Samme dag som Benazir Bhutto vente tilbage til Pakistan blev hun udsat for et attentat, og truslerne tiltog. Parlamentsvalget var fastsat til januar 2008, men efter et attentat mod Benazir Bhutto efter et valgmøde den 27. december 2007 døde hun efter at være blevet ramt af to skud. Parlamentsvalget blev herefter udsat til 18. februar 2008. Som afløser for Benazir Bhutto valgte partiet hendes mand Asif Ali Zardari som delte formandsposten med deres fælles søn Bilawal Bhutto Zardari.
Efter valget den 18. februar blev Pakistan Peoples Party valgets sejrherre og landets største parti, men de fik ikke absolut fjertal og dannede en koalitionsregering med Nawaz Sharifs mere konservative parti Pakistan Muslim League (N) med Yousaf Raza Gillani (PPP) som premierminister.
Efter valget blev presset øget mod præsident Musharraf. Efter trusler om en rigsretssag valgte han at gå af som præsident. Som ny præsident valgte det pakistanske parlament Benazir Bhuttos enkemand, den ene af de to PPP-formænd Asif Ali Zardari som Pakistans nye præsident. Asif Ali Zardari tiltrådte som præsident den 9. september 2008.